# 奈舍
奈舍（瑞典語：Nässjö）是瑞典延雪平省的一座城市。
奈舍有很長一段時間以農業作為主要產業，但自從瑞典鐵路系統於1864年完工，並通過了奈舍，由於其在瑞典的地理位置，成為了一個重要的交匯點。行駛到卡特琳娜霍爾姆的鐵路於1874年打通，同一年也開放了奧斯卡港線;1882年開放了到哈爾姆斯塔德的鐵路；卡爾馬則是在1914年完工。如今，奈舍是瑞典唯一一個通往六個不同方向的交匯處。
工業搬到了奈舍，人口也跟著增加了。由於森林覆蓋了整個延雪平省，所以最重要的行業是林木工業，這裡製造的木椅也稱為溫莎椅。奈舍在1914年被授予憲章，成為瑞典城市之一。1971年，奈舍成為了奈舍市镇的行政中心。
它的人口在20世紀持續增加。20世紀40年代開始安裝電氣設備，而Eldon AB長期以來是奈舍的最大工業公司。搖滾樂隊backyard babies和金屬樂隊Kongh都來自奈舍。北歐最大的龐氏騙局Wincapita，其主嫌Hannu Kailajärvi於2008年12月10日在奈舍被捕，據說曾在那裡住了一段時間。